# ثقافة الحيوان
يمكن تعريف الثقافة الحيوانية على أنها قدرة الحيوانات غير البشرية على تعلم ونقل السلوكيات من خلال عمليات التعلم الاجتماعي أو الثقافي .     يُنظر إلى الثقافة بشكل متزايد على أنها عملية تنطوي على النفاذية الاجتماعية للسلوك بين الأقران وبين الأجيال. يمكن أن يتضمن نقل سلوكيات جديدة  أو اختلافات إقليمية مستقلة عن العوامل الوراثية أو البيئية. 
كان وجود الثقافة لدى غير البشر موضوعًا مثيرًا للجدل ، مما أجبر الباحثين في بعض الأحيان على إعادة التفكير في "ما هو الإنسان".  تعود فكرة الثقافة في الحيوانات الأخرى إلى أرسطو في العصور الكلاسيكية القديمة ، ومؤخراً إلى تشارلز داروين ، لكن ارتباط أفعال الحيوانات الأخرى بالكلمة الفعلية "ثقافة" نشأ مع اكتشافات علماء الحيوانات البدائية اليابانية لسلوكيات الطعام المنقولة اجتماعيًا في الأربعينيات.  غالبًا ما تستند الأدلة الخاصة بتربية الحيوانات إلى دراسات سلوكيات التغذية ،  النطق ،  تجنب المفترسات ،  اختيار الشريك ،  وطرق الهجرة. 
من المجالات المهمة لدراسة الثقافة الحيوانية التعلم الصوتي ، والقدرة على إصدار أصوات جديدة من خلال التقليد.  لا تستطيع معظم الأنواع أن تتعلم تقليد الأصوات. يمكن للبعض تعلم كيفية استخدام النطق الفطري بطرق جديدة. فقط عدد قليل من الأنواع يمكنها تعلم مكالمات جديدة.  يمكن النظر إلى نقل الذخيرة الصوتية ، بما في ذلك بعض أنواع نطق الطيور ، على أنها عمليات اجتماعية تنطوي على انتقال ثقافي.  تشير بعض الأدلة إلى أن القدرة على الانخراط في التعلم الصوتي تعتمد على تطوير دوائر دماغية متخصصة ، تم اكتشافها في البشر والدلافين والخفافيش وبعض الطيور . يشير عدم وجود أسلاف مشتركين إلى أن أساس التعلم الصوتي قد تطور بشكل مستقل من خلال التقارب التطوري . 
يمكن أن تكون تربية الحيوان اعتبارًا مهمًا في إدارة الحفظ. اعتبارًا من عام 2020 ، تم إدراج الثقافة والتواصل الاجتماعي في جوانب إطار إدارة اتفاقية حفظ الأنواع المهاجرة من الحيوانات البرية (CMS).   

## خلفية
يمكن تعريف الثقافة على أنها "جميع أنماط السلوك النموذجي للمجموعة ، التي يتشاركها أعضاء المجتمعات الحيوانية ، والتي تعتمد إلى حد ما على المعلومات التي يتم تعلمها ونقلها اجتماعيًا". 
الثقافة التنظيمية
تعريف واحد للثقافة ، لا سيما فيما يتعلق بالجانب التنظيمي هو استخدام "المشاركة ، والاتساق ، والتكيف ، والرسالة".  من المرجح أن يتم استيعاب السمات الثقافية التي تعد مؤشرات على الشكل الناجح للتنظيم في حياتنا اليومية. المنظمات التي تستخدم الجوانب الأربعة المذكورة أعلاه للثقافة هي الأكثر نجاحًا. لذلك ، تتمتع الثقافات الأكثر قدرة على إشراك مواطنيها في تحقيق هدف مشترك بمعدل فعالية أعلى بكثير من تلك التي ليس لديها هدف مشترك. تعريف آخر للثقافة هو ، "أنماط السلوك المنقولة عبر العين والتي تعمل على ربط المجتمعات البشرية بأوضاعها البيئية."  يربط هذا التعريف السلوك الثقافي بالبيئة. نظرًا لأن الثقافة هي شكل من أشكال التكيف مع بيئة الفرد ، فإنها تنعكس في العديد من جوانب مجتمعاتنا الحالية والماضية.[بحاجة لمصدر]</link>

## علم الإجتماع الثقافي
يستكشف باحثون آخرون حاليًا فكرة وجود علاقة بين علم الاجتماع الثقافي وعلم النفس . يهتم بعض الأفراد بشكل خاص بتحليل الدراسات التي تربط "الهوية ، والذاكرة الجماعية ، والتصنيف الاجتماعي ، ومنطق الفعل ، والتأطير".  تغيرت وجهات النظر حول ماهية الثقافة بالضبط بسبب تقارب الفكر الاجتماعي والنفسي حول هذا الموضوع بحلول التسعينيات.  الثقافة خاصة بالمنطقة ولا يمكن لمفهوم أو تعريف شامل واحد أن يعطينا حقًا جوهر ماهية الثقافة. كما تمت الإشارة إلى أهمية الرموز والطقوس باعتبارها لبنات بناء معرفية لمفهوم نفسي للثقافة المشتركة.[بحاجة لمصدر]</link>

## الميمات ونقل الثقافة
يستكشف باحثون آخرون حاليًا فكرة وجود علاقة بين علم الاجتماع الثقافي وعلم النفس . يهتم بعض الأفراد بشكل خاص بتحليل الدراسات التي تربط "الهوية ، والذاكرة الجماعية ، والتصنيف الاجتماعي ، ومنطق الفعل ، والتأطير".  تغيرت وجهات النظر حول ماهية الثقافة بالضبط بسبب تقارب الفكر الاجتماعي والنفسي حول هذا الموضوع بحلول التسعينيات.  الثقافة خاصة بالمنطقة ولا يمكن لمفهوم أو تعريف شامل واحد أن يعطينا حقًا جوهر ماهية الثقافة. كما تمت الإشارة إلى أهمية الرموز والطقوس باعتبارها لبنات بناء معرفية لمفهوم نفسي للثقافة المشتركة.[بحاجة لمصدر]</link>

## الثقافة التطورية
مفهوم وثيق الصلة بالميمات هو فكرة الثقافة التطورية. اكتسب مفهوم الثقافة التطورية قبولًا أكبر بسبب إعادة تقييم المصطلح من قبل علماء الأنثروبولوجيا. إن توسيع نطاق التطور من الجينات البسيطة إلى المفاهيم الأكثر تجريدًا ، مثل التصاميم والسلوكيات ، يجعل فكرة الثقافة التطورية أكثر منطقية. تُعرَّف نظرية الثقافة التطورية بأنها "نظرية نسالة ثقافية".  كما تم تقديم فكرة أن الثقافة البشرية كلها تطورت من ثقافة رئيسية واحدة ، مستشهدة بالترابط بين اللغات .  ومع ذلك ، هناك أيضًا احتمال وجود ثقافات أسلاف متباينة ، حيث من المحتمل أن تكون الثقافات التي لوحظت اليوم قد نشأت من أكثر من ثقافة أصلية واحدة.[بحاجة لمصدر]</link>

## الثقافة في الحيوانات
وفقًا لتعريف قاموس ويبستر للثقافة ، فإن التعلم والنقل هما المكونان الرئيسيان للثقافة ، وتحديداً الإشارة إلى صنع الأدوات والقدرة على اكتساب السلوكيات التي من شأنها تحسين نوعية حياة المرء. باستخدام هذا التعريف ، من الممكن أن نستنتج أن الحيوانات الأخرى من المحتمل أن تتكيف مع السلوكيات الثقافية مثل البشر. كان استخدام الأدوات من أولى علامات الثقافة في البشر الأوائل. لوحظ استخدام الشمبانزي لأدوات مثل الصخور والعصي للوصول بشكل أفضل إلى الطعام. هناك أنشطة تعليمية أخرى تم عرضها من قبل حيوانات أخرى أيضًا. بعض الأمثلة على هذه الأنشطة التي أظهرتها الحيوانات المتنوعة هي فتح المحار ، والسباحة ، وغسل الطعام ، وفتح أغطية الصفيح.  يرتبط اكتساب السلوكيات ومشاركتها ارتباطًا مباشرًا بوجود الميمات. إنه يعزز بشكل خاص مكون الانتقاء الطبيعي ، حيث يرى أن هذه الإجراءات التي تستخدمها الحيوانات الأخرى كلها آليات لجعل حياتهم أسهل ، وبالتالي أطول.[بحاجة لمصدر]</link>

## تاريخ نظرية الثقافة الحيوانية
على الرغم من أن فكرة "الثقافة" في الحيوانات الأخرى كانت موجودة منذ ما يزيد قليلاً عن نصف قرن ، فقد لاحظ العلماء السلوكيات الاجتماعية للحيوانات الأخرى لعدة قرون. كان أرسطو أول من قدم دليلاً على التعلم الاجتماعي في أغاني الطيور.  حاول تشارلز داروين أولاً اكتشاف وجود التقليد في الحيوانات الأخرى عند محاولته إثبات نظريته القائلة بأن العقل البشري قد تطور من عقل الكائنات الدنيا. كان داروين أيضًا أول من اقترح ما أصبح يُعرف بالتعلم الاجتماعي في محاولة لتفسير انتقال نمط السلوك التكيفي من خلال مجموعة من نحل العسل. 

## ثقافة ويتن في الشمبانزي
ساهم أندرو ويتن ، أستاذ علم النفس التطوري والتنموي بجامعة سانت أندروز ، في زيادة فهم انتقال الثقافة من خلال عمله على الشمبانزي . في التقاليد الثقافية في الشمبانزي ، أنشأ وايت مجموعة من النتائج من سبع دراسات طويلة المدى بلغ مجموعها 151 عامًا من الملاحظة لتحليل الأنماط السلوكية في مجتمعات مختلفة من الشمبانزي في إفريقيا (اقرأ المزيد عنها أدناه). وسعت الدراسة فكرة أن السلوك الثقافي يكمن وراء الوساطة اللغوية ، ويمكن تفسيره ليشمل سلوكًا مميزًا مكتسبًا اجتماعيًا مثل التعامل مع الأحجار وغسل البطاطا الحلوة في قرود المكاك اليابانية .    تشير الآثار المترتبة على النتائج التي توصلوا إليها إلى أن الأنماط السلوكية للشمبانزي تحاكي المتغيرات السلوكية المتميزة التي شوهدت في مجموعات بشرية مختلفة والتي كان انتقال الثقافة فيها دائمًا مفهومًا مقبولًا.[بحاجة لمصدر]</link>

## نماذج كافالي سفورزا وفيلدمان
كان عالما الوراثة السكانية كافالي سفورزا وفيلدمان أيضًا من الرواد الأوائل في مجال نقل الثقافة ، واصفين "السمات" السلوكية على أنها خصائص تتعلق بثقافة يمكن التعرف عليها داخل تلك الثقافة.  باستخدام نهج قابل للقياس الكمي ، تمكن كافالي سفورزا وفيلدمان من إنتاج نماذج رياضية لثلاثة أشكال من الانتقال الثقافي ، لكل منها تأثيرات مميزة على التنشئة الاجتماعية: الرأسي والأفقي والمائل.[بحاجة لمصدر]</link>
- يحدث الانتقال العمودي من الوالدين إلى الأبناء وهي وظيفة توضح أن احتمال أن يكون الآباء من أنواع معينة ينشأون عن ذرية خاصة بهم أو من نوع آخر. يشبه النقل العمودي ، بهذا المعنى ، الانتقال الجيني في التطور البيولوجي حيث أن النماذج الرياضية لنقل الجينات مسؤولة عن التباين. يساهم الانتقال الرأسي أيضًا بقوة في تراكم التباين بين السكان. [23] [24]
- النقل الأفقي ، أو النقل غير الرأسي هو انتقال ثقافي يحدث بين الأفراد من نفس الجيل. [24] [25] [26]
- يحدث الانتقال المائل إلى الأبناء من الجيل الذي ينتمي إليه آباؤهم ، أي من البالغين بخلاف والدي الأبناء ، مثل المعلمين. [24] [25] [26]

## آليات انتقال الثقافة في الحيوانات
النقل الثقافي ، المعروف أيضًا باسم التعلم الثقافي ، هو عملية وطريقة نقل المعلومات المكتسبة اجتماعيًا.  داخل الأنواع ، يتأثر انتقال الثقافة بشكل كبير بكيفية تفاعل البالغين مع بعضهم البعض ومع صغارهم. يُعتقد أن الاختلافات في الانتقال الثقافي عبر الأنواع تتأثر إلى حد كبير بالعوامل الخارجية ، مثل البيئة المادية ، التي قد تدفع الفرد إلى تفسير مفهوم تقليدي بطريقة جديدة. يمكن أن تشمل المحفزات البيئية التي تساهم في هذا التباين المناخ وأنماط الهجرة والصراع ومدى ملاءمتها للبقاء ومسببات الأمراض المتوطنة . يمكن أن يختلف الانتقال الثقافي أيضًا وفقًا لاستراتيجيات التعلم الاجتماعي المختلفة المستخدمة على مستوى الأنواع و / أو المستوى الفردي.  يُفترض أن يكون انتقال الثقافة عملية حاسمة للحفاظ على الخصائص السلوكية في كل من البشر والحيوانات غير البشرية بمرور الوقت ، ويعتمد وجودها على الابتكار والتقليد والتواصل لإنشاء ونشر جوانب مختلفة من سلوك الحيوان التي نراها اليوم.  
عندما تُعرَّف الثقافة بأنها انتقال السلوك من جيل إلى جيل ، يمكن أن تنتقل بين الحيوانات من خلال طرق مختلفة.  تشمل أكثر هذه الأساليب شيوعًا التقليد والتدريس واللغة. تم العثور على التقليد ليكون أحد أكثر طرق انتقال الثقافة انتشارًا في الحيوانات غير البشرية ، في حين أن التدريس واللغة أقل انتشارًا ، مع استثناءات محتملة من الرئيسيات والحيتان . اقترحت بعض الأبحاث أن التدريس ، على عكس التقليد ، قد يكون سمة لبعض الحيوانات التي لديها قدرات ثقافية أكثر تقدمًا.[بحاجة لمصدر]</link>
إن احتمالية قيام مجموعات أكبر داخل نوع ما بتطوير ومشاركة هذه التقاليد داخل الأنواع مع الأقران والنسل أعلى بكثير من احتمال قيام فرد واحد بنشر بعض جوانب سلوك الحيوان إلى عضو واحد أو أكثر. التحويل الثقافي. على عكس التعلم الفردي ، فهو بالتالي طريقة أكثر فاعلية لنشر التقاليد والسماح لأعضاء نوع ما بأن يرثوا بشكل جماعي سلوكًا أكثر تكيفًا .  يشار إلى هذه العملية التي يكتسب فيها النسل داخل نوع ما ثقافته الخاصة من خلال التقليد أو تقديمه للتقاليد باسم الانثقاف . إذن ، يتمثل دور انتقال الثقافة في التطور الثقافي في توفير المنفذ الذي تنشئ فيه الكائنات الحية وتنشر التقاليد التي تشكل أنماط سلوك الحيوان بشكل واضح عبر الأجيال.[بحاجة لمصدر]</link>

### لجيني مقابل النقل الثقافي
الثقافة ، التي كان يُعتقد في السابق أنها سمة إنسانية فريدة ، أصبحت الآن راسخة باعتبارها سمة مشتركة بين الحيوانات وليست مجرد مجموعة من السلوكيات ذات الصلة التي تم نقلها عن طريق الانتقال الجيني كما جادل البعض. النقل الجيني ، مثل النقل الثقافي ، هو وسيلة لتمرير السمات السلوكية من فرد إلى آخر. الفرق الرئيسي هو أن الانتقال الجيني هو نقل الصفات السلوكية من فرد إلى آخر من خلال الجينات التي تنتقل إلى كائن حي من والديه أثناء إخصاب البويضة. كما يتضح ، لا يمكن أن يحدث الانتقال الجيني إلا مرة واحدة خلال حياة الكائن الحي.  وبالتالي ، فإن الانتقال الجيني بطيء جدًا مقارنة بالسرعة النسبية للانتقال الثقافي. في النقل الثقافي ، يتم تمرير المعلومات السلوكية من خلال طرق التدريس اللفظية أو المرئية أو المكتوبة. لذلك ، في الانتقال الثقافي ، يمكن أن تتعلم العديد من الكائنات الحية سلوكيات جديدة في غضون أيام وساعات بدلاً من سنوات عديدة من التكاثر التي قد يستغرقها السلوك للانتشار بين الكائنات الحية في الانتقال الجيني.[بحاجة لمصدر]</link>

### تعليم اجتماعي
يمكن أن تنتقل الثقافة بين الحيوانات من خلال طرق مختلفة ، وأكثرها شيوعًا تشمل التقليد والتعليم واللغة . التقليد هو أحد أكثر طرق النقل الثقافي انتشارًا في الحيوانات غير البشرية ، في حين أن التدريس واللغة أقل انتشارًا. في دراسة  حول تقنيات الحصول على الطعام في حيوانات السرقاط ( Suricata suricatta ) ، وجد الباحثون دليلًا على أن حيوانات السرقاط تعلمت حيلًا في البحث عن الطعام من خلال تقليد أنواع معينة . يتكون الإعداد التجريبي من جهاز يحتوي على طعام بطريقتين محتملتين يمكن استخدامهما للحصول على الطعام. لقد تعلمت حيوانات السرقاط الساذجة واستخدمت الطريقة التي قدمتها "الميركات" التي تدربت في إحدى الطريقتين. على الرغم من أن التقليد في هذه الحالة ليس الآلية الواضحة للتعلم نظرًا لأن الميركات الساذج يمكن ببساطة أن ينجذب إلى ميزات معينة للجهاز من خلال مراقبة "المتظاهر" الميركات ومن هناك اكتشف التقنية من تلقاء نفسه.[بحاجة لمصدر]</link>

### تعليم
غالبًا ما يُعتبر التدريس إحدى آليات التعلم الاجتماعي ،  ويحدث عندما يُعرف الأفراد المطلعون من بعض الأنواع بتعليم الآخرين. لكي يحدث هذا ، يجب على المعلم تغيير سلوكه عند التفاعل مع فرد ساذج ويتحمل تكلفة أولية من التدريس ، بينما يجب على المراقب اكتساب المهارات بسرعة كنتيجة مباشرة.[بحاجة لمصدر]</link>
حتى ثمانينيات القرن الماضي ،  كان التدريس ، أو التعلم الاجتماعي ، مهارة كان يُعتقد أنها تخص الإنسان فقط.   ومع ذلك ، استمر البحث خلال التسعينيات وما بعده   وثق وجود التعلم الاجتماعي بين مجموعات الحيوانات ، والذي لا يقتصر على الثدييات. على سبيل المثال ، لوحظت العديد من الحشرات وهي تعرض أشكالًا مختلفة من التدريس من أجل الحصول على الطعام. النمل ، على سبيل المثال ، سيرشد بعضه البعض إلى مصادر الغذاء من خلال عملية تسمى " الجري الترادفي " ، حيث تقوم النملة بتوجيه النملة المصاحبة إلى مصدر للغذاء. لقد تم اقتراح أن نملة "التلميذ" قادرة على تعلم هذا الطريق من أجل الحصول على الطعام في المستقبل أو تعليم الطريق إلى النمل الآخر.  بحلول أوائل العقد الأول من القرن الحادي والعشرين ، أظهرت دراسات مختلفة أن الحوتيات قادرة على نقل الثقافة من خلال التدريس أيضًا. من المعروف أن الحيتان القاتلة "تعمد إلى الشاطئ" من أجل اصطياد وأكل القروش التي تتكاثر على الشاطئ. تقوم الأم الحيتان القاتلة بتعليم صغارها الإمساك بالقدمين عن طريق دفعهم إلى الشاطئ وتشجيعهم على مهاجمة الفريسة وأكلها. لأن الحوت القاتل الأم يغير سلوكها من أجل مساعدة نسلها على تعلم اصطياد الفريسة ، وهذا دليل على التعليم والتعلم الثقافي . إن الإيواء المتعمد للحيتان القاتلة ، جنبًا إلى جنب مع سلوكيات الحيتانيات الأخرى مثل الاختلافات في الأغاني بين الحيتان الحدباء وتقنية الإسفنج التي يستخدمها الدلفين للحصول على الطعام ، توفر دعمًا كبيرًا لفكرة انتقال ثقافة الحيتانيات. 

### تقليد
غالبًا ما يساء تفسير التقليد على أنه مجرد ملاحظة ونسخ لأفعال الآخرين. يُعرف هذا باسم التقليد ، لأن تكرار الإجراء المرصود لا يتم لغرض آخر سوى نسخ الفاعل أو المتحدث الأصلي. في المجتمع العلمي ، التقليد هو بالأحرى العملية التي يقوم فيها كائن ما بمراقبة ونسخ أساليب كائن آخر عن قصد من أجل تحقيق هدف ملموس.  لذلك ، كان تحديد وتصنيف سلوك الحيوان على أنه تقليد أمرًا صعبًا للغاية. بحلول عام 2000 ، أدى البحث في تقليد الحيوانات إلى وضع العلامات المؤقتة على أنواع معينة من الطيور والقرود والقردة والحيتانيات على أنها تتمتع بالقدرة على التقليد. على سبيل المثال ، خضع ببغاء رمادي اسمه أليكس لسلسلة من الاختبارات والتجارب في جامعة أريزونا حيث حكم العالم إيرين بيبربيرج على قدرته على تقليد اللغة البشرية من أجل إنشاء أصوات وتسميات الكائنات. من خلال جهود Pepperberg ، تمكن Alex من تعلم مفردات كبيرة من الكلمات والعبارات الإنجليزية. يستطيع أليكس بعد ذلك الجمع بين هذه الكلمات والعبارات لتكوين كلمات جديدة تمامًا لا معنى لها ، ولكنها تستخدم القواعد الصوتية للغة الإنجليزية.  تُظهر قدرات أليكس في استخدام وفهم أكثر من 80 كلمة ، إلى جانب قدرته على تجميع عبارات قصيرة معًا ، كيف يمكن للطيور ، التي لا يدينها الكثير من الناس بذكائها العميق ، تقليد واستخدام المهارات اللغوية الأولية بطريقة فعالة.  تُوجت نتائج هذه التجربة باستنتاج مفاده أن استخدام اللغة الإنجليزية للإشارة إلى الأشياء ليس فريدًا بالنسبة للبشر ويمكن القول إنه تقليد حقيقي ، وهو شكل أساسي من أشكال التعلم الثقافي الموجود لدى الأطفال الصغار.[بحاجة لمصدر]